# Pettersson & Bendels nya affärer
Pettersson & Bendels nya affärer är en roman av den svenske författaren Waldemar Hammenhög från 1944; den är en fortsättning på Hammenhögs tidigare, mer kända roman Pettersson och Bendel. Boken filmatiserades året efter i regi av Erik Bergstrand, se Pettersson & Bendels nya affärer (film).

## Utgåvor
- Hammenhög, Waldemar (1944). Pettersson & Bendels nya affärer.. Stockholm: Wahlström & Widstrand. Libris 1399280
- Hammenhög, Waldemar; Ewald Lissen (1947) (på danska). Pettersson og Bendel starter paany. København. Libris 1744066
- Hammenhög, Waldemar (1961) (på obestämt språk). Pettersson & Bendel tidsroman. Enskede: TPB:. Libris 11531795
- Hammenhög, Waldemar (1973) (på obestämt språk). Pettersson & Bendels nya affärer. Lund: Btj. Libris 11531797
- Hammenhög, Waldemar. (2012). Pettersson & Bendels nya affärer. Lund: Btj. Libris 13609739